# Денвер (Пенсилванија)
Денвер (енгл. Denver) град је у америчкој савезној држави Пенсилванија.

## Демографија
По попису из 2010. године број становника је 3.861, што је 529 (15,9%) становника више него 2000. године.
| Група             | 2000.         | 2010.         |
| Белци             | 3.178 (95,4%) | 3.554 (92,0%) |
| Афроамериканци    | 27 (0,8%)     | 30 (0,8%)     |
| Азијати           | 33 (1,0%)     | 57 (1,5%)     |
| Хиспаноамериканци | 76 (2,3%)     | 162 (4,2%)    |
| Укупно            | 3.332         | 3.861         |